# Водокільцеві вакуум-насоси ВВН-300

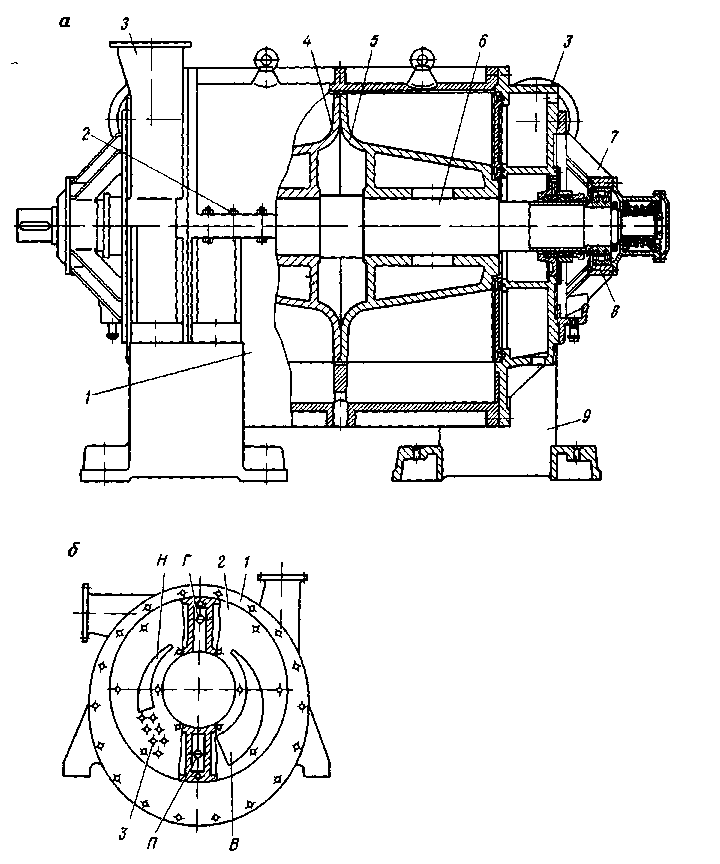
Рис. 1. Вакуум-насос ВВН-300: а – конструкція; б – кришка циліндра; 1– циліндр; 2 – штифти; 3 – кришка; 4, 5 – робочі колеса; 6 – вал; 7 – кронштейн; 8 – роликові підшипники; 9 – опора

Вакуум-насос ВВН-300 - різновид вакуум-насоса. Водокільцеві вакуум-насоси ВВН–300 застосовуються на гірничо–збагачувальних підприємствах. Робочою рідиною в насосі служить вода. Принцип дії насосів ВВН–300 заснований на зміні вільного об'єму води між лопатками при обертанні ексцентрично розташованого колеса в циліндрі, частково заповненого водою. При використанні цього насоса необхідне відділення і відведення основної маси води перед вакуум–насосом. Зайва подача води в насос веде до неприпустимого пере¬ванта-ження електродвигуна і до руйнування робочих органів насоса. 

## Конструкція
Водокільцевий вакуум-насос ВВН-300 складається з циліндра 1, закритого з торців кришками 3, всередині якого розташований вал 6 з робочими колесами 4 і 5. Вал обертається в роликових підшипниках 8, встановлених в кронштейнах 7. Роз'єм циліндра здійснений по горизонтальній осі. Положення рознімних частин фіксується штифтами 2. Циліндр має чотири опорні лапи для кріплення до фундаментної опори 9.
Кришка 1 з розподільним диском 2 (рис. 1. б) утворює чотири відсіки, кожен відсік сполучений з циліндром отвором: В – всмоктувальним, Н – нагнітальним, П – підведення води у водяне кільце і Г – підведення води у гідрозатвор. Відсіки зовні мають патрубки з фланцями. Ущільнення зазору між розподільним диском і колесом від проходження перегрітого повітря з нагнітальної сторони на всмоктувальну здійснюється через гідрозатвор. Є також два ряди отворів, закритих гумовими клапанами 3, для автоматичного випуску повітря з нагнітального патрубка, коли тиск в колесі перевищить тиск нагнітання.